# Raimundo Soto
Edmundo Rey Kelly (Montevideo, Uruguay; 1913 - Buenos Aires, Argentina; 7 de julio de 1983), más conocido como Raimundo Soto, fue un actor, cómico y locutor uruguayo de la época dorada cinematográfica.

## Carrera
Fue un actor que incursionó en cine, teatro y televisión.
Dirigió varios programas humorísticos en televisión que tuvieron gran éxito en Uruguay, Argentina, Chile y otros países latinoamericanos. En la pantalla chica formó parte del programa uruguayo Telecataplúm, junto a Enrique Almada,
Ricardo Espalter,
Henny Trayles,
Gabriela Acher,
Emilio Vidal,
Eduardo D'Angelo y
Julio Frade.
También estuvo en otros programas derivados: Jaujarana y Decalegrón. Llegó a formar parte del sketch de las Hermanas Rivarola.
Soto también trabajó como locutor y disc-jockey en la radio uruguaya y 
en la pantalla chica también es recordado por sus participaciones en publicidades como la de los autos Siam Di Tella, Coupé Dodge GTX y del Ford Fairlane, o los chocolates Brindis. En gráfica fue modelo publicitario de la revista Radar del Prode y el programa de TV Jaujarana.

### Filmografía
- 1965: La industria del matrimonio (segmento Elixir de Amor).
- 1967: Cómo seducir a una mujer como el profesor Alex
- 1971: Paula contra la mitad más uno
- 1971: La gran ruta como el Dr. Bacigaluppi
- 1973: Yo gané el prode... y Ud.?
- 1974: Clínica con música como padre de Hermenejildo
- 1976: El gordo de América
- 1976: La noche del hurto como Raimundo
- 1976: Tú me enloqueces
- 1977: El soltero
- 1977: Brigada en acción
- 1977: La obertura[4]

### Televisión

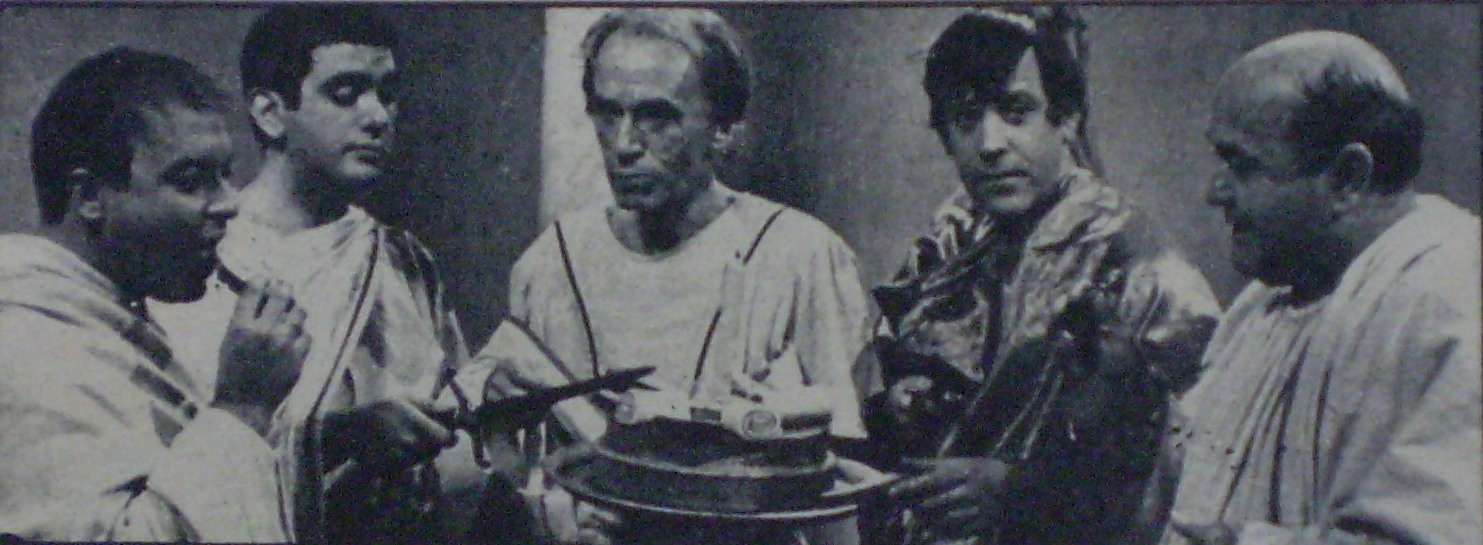
Parte del elenco del programa Telecataplúm, de izquierda a derecha: Enrique Almada, Eduardo D'Angelo, Raimundo Soto, Ricardo Espalter y Emilio Vidal.

- 1963: Telecataplúm, con su popular sketch "Noches cultas"
- 1963/198: Operación Ja-Já[5]
- 1970/1971: Jaujarana Punch con personajes varios
- 1974: Hupumorpo
- 1975: Siesta
- 1977: Decalegrón

### Teatro
En teatro actuó en numerosas revistas argentinas y uruguayas.
"El Gran Cambio" (1976) en el Teatro Cómico (hoy Lola Membrives) dirigido por Carlos A. Petit, junto a Ricardo Espalter, Enrique Almada, Adriana Salgueiro y Berugo Carámbula.
Formó parte de la obra Tres hombres para el show con Jorge Schussheim, Ricardo Espalter, Berugo Carámbula, Boy Olmi y Horacio Molina.

### Radio
En el año 1981 trabajó en un ciclo de programas invernales en Punta del Este por Radio Maldonado en el horario de la tarde. Al comienzo de 1982 realizó el programa "Verano a la Carta " con la producción de Roberto Lamaison Mena.

## Fallecimiento
El actor Raimundo Soto falleció el 7 de julio de 1983, a los 68 años, víctima de una embolia cerebral.